# 丹呉泰健
丹呉 泰健（たんご やすたけ、1951年〈昭和26年〉3月21日 - ）は、日本の大蔵官僚。元財務事務次官。日本たばこ産業会長。

## 略歴
- 1951年（昭和26年）3月：東京都新宿区矢来町に生まれる[1][2]。
- 1969年（昭和44年）3月：開成高等学校卒業[3]。
- 1973年（昭和48年）10月：国家公務員上級甲種試験（法律）に合格[4]。
- 1974年（昭和49年）
  - 3月：東京大学法学部第2類（公法コース）卒業[5]。

法学部であったが、法律より政治学や社会学に興味があったという[6]。
  - 4月：大蔵省入省（大臣官房文書課）。

コピーや清書、会議への陪席、それと決裁の審査などをした。当時の大蔵省は今とは異なり、新人一人で質問を取りに行かせていたという[6]。
- 1976年（昭和51年）9月：大臣官房調査企画課
- 1977年（昭和52年）7月：主計局総務課調査主任[7]
大蔵省・財務省で最も肉体的に辛かった時代だとし、毎晩深夜の2時や3時まで働き、調査主任として、朝一番に出勤していたという[6]。
- 1978年（昭和53年）7月：主計局総務課企画係長[8]
- 1979年（昭和54年）7月：大垣税務署長
- 1980年（昭和55年）7月：日本開発銀行人事部
- 1982年（昭和57年）6月：関税局企画課長補佐（税率・総括）[9]
- 1984年（昭和59年）6月：主計局主計官補佐（厚生第五係主査）（年金担当）[10]
- 1986年（昭和61年）6月10日：主計局総務課長補佐（企画担当）[11][12]
- 1988年（昭和63年）
  - 6月：主計局主計官補佐（通商産業係主査）
  - 7月：外務省研修所

倉川茂行の死去に伴い、通商産業係主査を引き続きやっていた[6]。
- 1989年（平成元年）5月：外務省在カナダ日本国大使館一等書記官
- 1991年（平成3年）1月：外務省在カナダ日本国大使館参事官
- 1992年（平成4年）7月14日：主計局主計企画官（調整担当）
- 1994年（平成6年）7月1日：主計局主計官（厚生・労働担当）
- 1997年（平成9年）7月15日：主計局主計官（総務課（企画担当））
- 1998年（平成10年）7月1日：大臣官房文書課長
- 2000年（平成12年）6月30日：主計局次長（末席）（司計課、給与課、共済課、内閣、司法・警察、財務、文部・科学技術、厚生・労働担当）[13]
- 2001年（平成13年）
  - 1月6日：財務省主計局次長（末席）（司計課、給与共済課、内閣、司法・警察、財務、文部科学、厚生労働担当）
  - 4月26日：内閣総理大臣秘書官（小泉純一郎首相）
- 2006年（平成18年）
  - 9月26日：大臣官房付
  - 10月3日：理財局長

官邸から戻ってきたとき、ポストに空きがなくて一時的に据え置かれたものとされている[14]。
- 2007年（平成19年）
  - 7月3日：理財局長 兼 理財局次長（理財担当）事務取扱
  - 7月10日：大臣官房長
- 2008年（平成20年）7月4日：主計局長
- 2009年（平成21年）7月14日：財務事務次官
前任の次官は同期入省の杉本和行であり、同期入省者が次官になるのは、1988年（昭和63年）6月の吉野良彦、西垣昭以来、21年ぶり。
- 2010年（平成22年）
  - 7月30日：退官。
  - 12月：日本経済団体連合会主査、読売新聞グループ本社監査役[15]、財務省財務総合政策研究所研究員
- 2012年（平成24年）12月：内閣官房参与（財政、社会保障）[16]
- 2014年（平成26年）
  - 4月：内閣官房参与退職[17]。
  - 6月：日本たばこ産業取締役会長[18]
- 2015年（平成27年）
  - 4月 - 開成学園理事長・学園長[19][20]
  - 6月：大垣共立銀行取締役[18]
- 2019年（平成31年）2月：横綱審議委員会委員[21]
- 2020年（令和2年）9月：文部科学省文化審議会委員（文化功労者選考分科会分属）[22][23]
- 2022年（令和4年）
  - 3月：日本たばこ産業取締役会長退任[24]
- 2024年（令和6年）
  - 4月：瑞宝重光章受章[25]

## その他
政府税調の会長だった本間正明が愛人を宿舎に住まわせていたと報じられ、会長職を辞任したが、情報をリークしたのは丹呉ではないかと言われていた。

## 同期入省者
| 氏名       | 出身大学     | 配属先             | 職歴 |
| ---------- | ------------ | ------------------ | --- |
| 石井道遠   | 東大法卒     | 大臣官房調査企画課 | 東日本銀行頭取 国税庁長官、財務総合政策研究所長、主税局長、国税庁次長、大臣官房総括審議官                   |
| 内村広志   | 東大経済卒   | 主計局総務課       | 国土交通省政策統括官、関東財務局長、理財局次長（理財担当）                                                  |
| 浦上道彦   | 慶應大経済卒 | 理財局国庫課       | 関東信越国税不服審判所長、外務省在ドイツ大使館公使                                                          |
| 梶山直己   | 東大法卒     | 銀行局銀行課       | 立命館大学経済学部教授 中国財務局長、関東信越国税不服審判所長                                               |
| 神原寧     | 東大法卒     | 大臣官房秘書課     | 税務大学校長、金沢国税局長、国税庁長官官房会計課長                                                          |
| 杉本和行   | 東大法卒     | 大臣官房文書課     | 弁護士、公正取引委員会委員長、みずほ総合研究所理事長 財務事務次官、主計局長、大臣官房長、大臣官房総括審議官 |
| 田中正昭   | 一橋大経済卒 | 主計局総務課       | 日本酒類販売会長、同社社長 東京国税局長、独立行政法人都市再生機構理事、総務省大臣官房審議官（地域振興担当） |
| 丹呉泰健   | 東大法卒     | 大臣官房文書課     | JT会長 財務事務次官、主計局長、大臣官房長、理財局長                                                         |
| 富田辰郎   | 東大経済卒   | 大臣官房文書課     | 国税不服審判所次長、神戸税関長、環境庁企画調整局企画調整課長                                                |
| 三國谷勝範 | 東大法卒     | 銀行局特別金融課   | 預金保険機構理事長 金融庁長官、金融庁監督局長、金融庁総務企画局長、金融庁総務企画局総括審議官               |
| 宮澤洋一   | 東大法卒     |                    | 参議院議員、経済産業大臣、衆議院議員、内閣府副大臣（経済財政等）                                            |
| 矢野和之   | 一橋大経済卒 | 証券局証券市場課   | ヴェリタス会長、中国財務局長                                                                                |